# Schönheitsfehler (Band)
Schönheitsfehler war eine der ersten österreichischen Hip-Hop-Crews, die in den Medien auf Resonanz stieß.

## Geschichte
Erste Anfänge entstanden 1991, als sich Milo (damals noch unter dem Namen Marimba), Operator Burstup (der seine Aufgabe ursprünglich mehr im Produzieren am Computer sah; auch Böastab geschrieben) und Space Ant (heute Drum-and-Bass-DJ) zum Ghetto Hip Hop Sound System zusammenschlossen. Wenig später wurde die Gruppe durch DJ Megablast und MC Graffiti erweitert und trug den Namen Gainful Gallivants. Aus der Fusion von Gainful Gallivants mit Illegal Movement (MC Flex und Masta Huda) entstand wenig später Schönheitsfehler (ursprünglich noch Schönheitsfeler geschrieben).
Sie gründeten sich 1992 in Wien und veröffentlichten 1993 ihre erste EP, Broj Jedan, auf ihrem selbst gegründeten Label Duck Squad.
Das Label verhalf auch den später sehr erfolgreichen Hip-Hop-Gruppen Texta und Total Chaos zu ihren ersten Platten.
Im Jahr 1996 wurden zwei Alben unter den Namen Putz di und Schönheitsfehler kommt veröffentlicht. Es folgte massives Airplay auf Ö3, die insbesondere den Song Immer schön langsam spielten und auf FM4, wo ihr Track Boom - Und Du Schaust Doom Aus Der Wäsch auf Platz eins der Hörerhitparade war.
1998 tourte Schönheitsfehler mit der Gruppe Heinz aus Wien, die damals nur Heinz hieß, durch Österreich und Deutschland. Die Kombination der beiden unterschiedlichen Stilrichtungen interessierte ein großes Publikum und gab einen Überblick über die musikalischen Trends, die damals in der österreichischen Bundeshauptstadt herrschten. Allerdings nahmen manche Puristen auf beiden Seiten den Bands die Zusammenarbeit übel. Ein Resultat der gemeinsamen Tournee war die Single Mein Ruf ist im Eimer, die diese musikalischen Kontroversen humorvoll darstellte.
Im Jahr 1999 arbeitete die Band am Album SexDrugsAndHipHop, das 2000 fertiggestellt werden sollte. Der Longplayer stieg in den Ö3 Austria Top 40 auf Platz 20 ein. Außerdem kam die Single Fuck You auf den 93. Rang der deutschen Singlecharts. 2001 folgte eine Nominierung für den Amadeus Austrian Music Award.
Schönheitsfehler gestaltete in den neunziger Jahren auch mehrere Vinyl- und CD-Compilations mit Bands der österreichischen und manchmal auch deutschen Hip-Hop-Szene. Diese Alben hießen Das Gelbe vom Ei (1995), Das Gelbe vom Ei 2 (1996), Boombap - Teil 3 vom Ei (1998) sowie Boombap - Die Boombastische Vier (1999). Darauf waren sowohl etablierte Bands (wie z. B. Texta), als auch Newcomer zu hören.
Im Januar 2005 startete die letzte Schönheitsfehler-Tour durch Österreich und Deutschland. Während ihrer Abschiedstour 2005 bestand Schönheitsfehler aus den MCs Milo und (Peman) Paul sowie dem DJ Operator Burstup. Am 18. Februar 2005 gab die Band ihr letztes Konzert in der Arena (Wien), es folgte die Auflösung.
Am 27. Juni 2015 kam es nach zehn Jahren Pause zu einem vorerst einmaligen Reunion-Gig am Wiener Donauinselfest.

## Mitwirken in Filmen
Schönheitsfehler hatte einen Auftritt in der österreichischen Fernsehserie MA 2412; 1997 wirkten Milo und Burstup in dem Kurzfilm Speak Easy von Mirjam Unger mit.

## Diskografie
- 1993: Broj Jedan (EP, Duck Squad)
- 1994: Schönheitsfehler isst... tot (EP, Duck Squad)
- 1995: Das Gelbe vom Ei (Kompilation, BMG Ariola)
- 1996: Putz Di (Album, Duck Squad)
- 1996: Schönheitsfehler kommt (Album, BMG Ariola)
- 1996: Immer schön langsam (Single, BMG Ariola)
- 1997: Tum Sam Ja (Single, Duck Squad)
- 1998: Hampty Dampty (Single, Duck Squad)
- 1998: Mein Ruf ist im Eimer (Single mit Heinz aus Wien)
- 2000: Fuck You (Single, Motor Music)
- 2000: Duo statt Solo (Single, Motor Music)
- 2000: SexDrugsAndHipHop (Single, Motor Music)
- 2000: SexDrugsAndHipHop (Album, Motor Music)
- 2002: Broj Dva (EP, Motor Music)
- 2004: Außenseiter - Spitzenreiter (Doppel-Album, acute Music)
- 2017: #gutesleben (Album, SHF Records Vienna)